# Всеволожский, Никита Никитич
Никита Никитич Всеволожский (27 марта (8 апреля) 1846 — 25 марта (6 апреля) 1896) — отставной гвардии ротмистр, совладелец Никитинских железоделательных заводов.

## Биография
Принадлежал к младшей ветви дворянского рода Всеволожских. Отец — действительный статский советник Никита Всеволодович Всеволожский (1799—1862). Мать — Екатерина Арсеньевна Жеребцова (1817—1868).
Служил, так же как и его дед Всеволод Андреевич Всеволожский, в лейб-гвардии Конном полку. Вышел в отставку в связи с разделом остатков отцовского наследства и женитьбой на актрисе в 1882 году, так же как и его дед, в чине гвардии ротмистра. В результате раздела ему досталось 100 000 десятин Сивинского имения отца.
С 1862 по 1884 год Никита Никитич совладелец Никитинских заводов на Урале. В 1886 году он заложил Сивинское имение в Нижегородско-Самарском земельном банке. Имение было оценено в 800 000 рублей и под него была выдана ссуда 480 000 рублей, которая целиком ушла на покрытие старых долгов и расчёты с братьями.
В 1888 году начались судебные процессы в Тверском окружном и в Московском коммерческом судах. В 1889 году он был объявлен несостоятельным должником и по его делам было учреждено конкурсное управление. В Пермских губернских ведомостях появилось объявление: «С 26.09.1889 года в селе Сивинском Оханского уезда будет продаваться движимое имущество, заключённое в книгах, картинах, гравюрах, мебели, виноградном вине, рыболовных принадлежностях, кирпиче, металле, лесном материале и пр.». В результате он остался ни с чем, задолжав даже своим бывшим крепостным и вынужден был скрываться от более чем сотни кредиторов. Друг жены Н. Н. Всеволожского — писатель И. С. Тургенев называл его в своих письмах «никчёмным человеком».
Проживал в Санкт-Петербурге в Адмиралтейской части на улице Царицинской, в доме № 7. Название Царицынская улица до 1940 года носил проезд по западному краю Марсова поля). Сейчас улица не имеет названия и проходит от Миллионной улицы до Мойки по западной границе Марсова поля.
Н. Н. Всеволожский страдал хронческими заболеваниями. Умер от крупозного воспаления лёгких 25 марта 1896 года в деревне, в Финляндии. В некрологе, в частности, был отмечен литературный талант покойного: «Имя этого человека пользовалось большой популярностью среди известных кружков петербургского общества. Это был человек большого остроумия и значительного сатирического таланта... Владея стихотворной формой, он писал небольшие сатирические поэмы, где действующими лицами являлись современники, большей частью под собственными именами, а потому эти поэмы никогда и нигде не печатались, но многим известны наизусть и сохраняются в рукописях».
Похоронен в Санкт-Петербурге на Никольском кладбище Александро-Невской лавры.

## Семья
Жена — актриса Императорских театров Мария Гавриловна Савина (11.04.1854—08.09.1915), урождённая Подраменцева, по первому браку Савина. Брак с Н. Н. Всеволожским, после пятилетнего знакомства, был заключён в 1882 году. 
Семейную жизнь омрачали карточные долги Никиты Никитича Всеволожского, превышавшие 100 000 рублей, которые жена оплачивала из своих гонораров. Осенью 1887 года её вместе с мужем объявили несостоятельной должницей. В 1892 году состоялось официальное расторжение брака.
Детей в браке не было.